# Hemimeris racemosa
Hemimeris racemosa är en flenörtsväxtart som först beskrevs av Maarten Willem Houttuyn, och fick sitt nu gällande namn av Merrill. Hemimeris racemosa ingår i släktet Hemimeris och familjen flenörtsväxter. Inga underarter finns listade i Catalogue of Life.